# Llista de topònims de Biure
Llista de topònims (noms propis de lloc) del municipi de Biure, a l'Alt Empordà
Informació actualitzada per un bot. Els canvis manuals es perdran quan s'actualitzi!

## barraca de vinya
| imatge | Nom                                               | Ubicat a | instància de     | Detalls                     | coordenades | Protecció                   | Commons (més fotos) | Dades a WD                    |
| ------ | ------------------------------------------------- | -------- | ---------------- | --------------------------- | ----------- | --------------------------- | ------------------- | ----------------------------- |
|        | Barraca de pedra seca a Passamilans 7             | Biure    | barraca de vinya | Estil: arquitectura popular |             | bé cultural d'interès local |                     | Modifica les dades a Wikidata |
|        | Barraca de pedra seca a l'Hostal Nou 62           | Biure    | barraca de vinya | Estil: arquitectura popular |             | bé cultural d'interès local |                     | Modifica les dades a Wikidata |
|        | Barraca de pedra seca a les Moleres 6             | Biure    | barraca de vinya | Estil: arquitectura popular |             | bé cultural d'interès local |                     | Modifica les dades a Wikidata |
|        | Barraca de pedra seca a prop del Cementiri 31     | Biure    | barraca de vinya | Estil: arquitectura popular |             | bé cultural d'interès local |                     | Modifica les dades a Wikidata |
|        | Barraca de pedra seca al Clot de les Barraques 12 | Biure    | barraca de vinya | Estil: arquitectura popular |             | bé cultural d'interès local |                     | Modifica les dades a Wikidata |
|        | Barraca de pedra seca al Clot de les Barraques 13 | Biure    | barraca de vinya | Estil: arquitectura popular |             | bé cultural d'interès local |                     | Modifica les dades a Wikidata |
|        | Barraca de pedra seca al Clot de les Barraques 35 | Biure    | barraca de vinya | Estil: arquitectura popular |             | bé cultural d'interès local |                     | Modifica les dades a Wikidata |
|        | Barraca de pedra seca al Regató Negre 1           | Biure    | barraca de vinya | Estil: arquitectura popular |             | bé cultural d'interès local |                     | Modifica les dades a Wikidata |
|        | Barraca de pedra seca al Regató Negre 4           | Biure    | barraca de vinya | Estil: arquitectura popular |             | bé cultural d'interès local |                     | Modifica les dades a Wikidata |
|        | Barraca de pedra seca als Forns de l'Eloi 17      | Biure    | barraca de vinya | Estil: arquitectura popular |             | bé cultural d'interès local |                     | Modifica les dades a Wikidata |
|        | Barraca de pedra seca als Forns de l'Eloi 21      | Biure    | barraca de vinya | Estil: arquitectura popular |             | bé cultural d'interès local |                     | Modifica les dades a Wikidata |
|        | Barraca de pedra seca als Tipanys 26              | Biure    | barraca de vinya | Estil: arquitectura popular |             | bé cultural d'interès local |                     | Modifica les dades a Wikidata |

## casa
| imatge | Nom                        | Ubicat a | instància de | Detalls                     | coordenades                                          | Protecció                                  | Commons (més fotos) | Dades a WD                    |
| ------ | -------------------------- | -------- | ------------ | --------------------------- | ---------------------------------------------------- | ------------------------------------------ | ------------------- | ----------------------------- |
|        | Casa la Fraternitat        | Biure    | casa         | Estil: arquitectura popular | 42° 20′ 17″ N, 2° 53′ 38″ E / 42.3381°N,2.89384°E    | bé cultural d'interès local                |                     | Modifica les dades a Wikidata |
|        | casa al carrer Processó, 6 | Biure    | casa         | Estil: arquitectura popular | 42° 20′ 17″ N, 2° 53′ 43″ E / 42.338045°N,2.895221°E | bé integrant del patrimoni cultural català |                     | Modifica les dades a Wikidata |

## curs d'aigua
| imatge | Nom                 | Ubicat a      | instància de | Detalls                         | coordenades                                                                                             | Protecció | Commons (més fotos) | Dades a WD                    |
| ------ | ------------------- | ------------- | ------------ | ------------------------------- | --- | --------- | ------------------- | ----------------------------- |
|        | Llobregat d'Empordà | Alt Empordà   | curs d'aigua | Desemboca: Muga Conca: 853.8km² | 42° 19′ 51″ N, 2° 57′ 21″ E / 42.3307°N,2.95577°E 28 msnm                                               |           | Llobregat d'Empordà | Modifica les dades a Wikidata |
|        | Ricardell           | Darnius Biure | curs d'aigua | Desemboca: Llobregat d'Empordà  | 42° 23′ 04″ N, 2° 49′ 22″ E / 42.384437°N,2.822847°E 42° 20′ 08″ N, 2° 55′ 27″ E / 42.335475°N,2.9243°E |           | El Ricardell        | Modifica les dades a Wikidata |

## edifici
| imatge | Nom          | Ubicat a | instància de | Detalls | coordenades                                        | Protecció                   | Commons (més fotos) | Dades a WD                    |
| ------ | ------------ | -------- | ------------ | ------- | -------------------------------------------------- | --------------------------- | ------------------- | ----------------------------- |
|        | Can Gallart  | Biure    | edifici      |         | 42° 20′ 10″ N, 2° 53′ 48″ E / 42.3362°N,2.89655°E  | bé cultural d'interès local |                     | Modifica les dades a Wikidata |
|        | Can Machacau | Biure    | edifici      |         | 42° 20′ 16″ N, 2° 53′ 43″ E / 42.33765°N,2.89515°E | bé cultural d'interès local |                     | Modifica les dades a Wikidata |

## masia
| imatge | Nom              | Ubicat a | instància de | Detalls | coordenades                                                         | Protecció | Commons (més fotos) | Dades a WD                    |
| ------ | ---------------- | -------- | ------------ | ------- | ------------------------------------------------------------------- | --------- | ------------------- | ----------------------------- |
|        | Cal Col·lector   | Biure    | masia        |         | 42° 20′ 25″ N, 2° 53′ 32″ E / 42.3402001131373°N,2.89223677329717°E |           |                     | Modifica les dades a Wikidata |
|        | Can Carig        | Biure    | masia        |         | 42° 20′ 23″ N, 2° 55′ 07″ E / 42.3397805272075°N,2.91855596501385°E |           |                     | Modifica les dades a Wikidata |
|        | Can Lliques      | Biure    | masia        |         | 42° 20′ 32″ N, 2° 52′ 57″ E / 42.3422798556414°N,2.88238768327674°E |           |                     | Modifica les dades a Wikidata |
|        | Can Monner       | Biure    | masia        |         | 42° 20′ 12″ N, 2° 54′ 41″ E / 42.3366770439201°N,2.91131303357051°E |           |                     | Modifica les dades a Wikidata |
|        | Can Poc          | Biure    | masia        |         | 42° 20′ 37″ N, 2° 52′ 38″ E / 42.3435261662028°N,2.87710435699565°E |           |                     | Modifica les dades a Wikidata |
|        | Can Romegosa     | Biure    | masia        |         | 42° 20′ 15″ N, 2° 55′ 47″ E / 42.3375544037859°N,2.9297389399921°E  |           |                     | Modifica les dades a Wikidata |
|        | Can Tesà         | Biure    | masia        |         | 42° 20′ 15″ N, 2° 54′ 03″ E / 42.3374520166738°N,2.90086020512869°E |           |                     | Modifica les dades a Wikidata |
|        | Mas Aloc         | Biure    | masia        |         | 42° 20′ 06″ N, 2° 54′ 45″ E / 42.3349128585222°N,2.91263861777097°E |           |                     | Modifica les dades a Wikidata |
|        | Mas Gener        | Biure    | masia        |         | 42° 20′ 06″ N, 2° 55′ 32″ E / 42.3349039272661°N,2.92550552559952°E |           |                     | Modifica les dades a Wikidata |
|        | Mas Sec          | Biure    | masia        |         | 42° 20′ 42″ N, 2° 53′ 36″ E / 42.3451363825228°N,2.89321172772001°E |           |                     | Modifica les dades a Wikidata |
|        | Mas dels Tossols | Biure    | masia        |         | 42° 21′ 11″ N, 2° 53′ 53″ E / 42.3530030659323°N,2.89798238398103°E |           |                     | Modifica les dades a Wikidata |
|        | l'Hostal Nou     | Biure    | masia        |         | 42° 20′ 37″ N, 2° 54′ 52″ E / 42.3437312981892°N,2.91454457417264°E |           |                     | Modifica les dades a Wikidata |

## muntanya
| imatge | Nom                       | Ubicat a       | instància de | Detalls | coordenades                                                              | Protecció | Commons (més fotos) | Dades a WD                    |
| ------ | ------------------------- | -------------- | ------------ | ------- | ------------------------------------------------------------------------ | --------- | ------------------- | ----------------------------- |
|        | Puig Xiriguell            | Campmany Biure | muntanya     |         | 42° 20′ 40″ N, 2° 55′ 19″ E / 42.34453889°N,2.92180556°E 108.8 msnm      |           |                     | Modifica les dades a Wikidata |
|        | Puig dels Forns de l'Eloi | Biure          | muntanya     |         | 42° 19′ 59″ N, 2° 54′ 00″ E / 42.33318889°N,2.90004806°E 150.7 msnm      |           |                     | Modifica les dades a Wikidata |
|        | la Tomba                  | Biure          | muntanya     |         | 42° 20′ 04″ N, 2° 53′ 53″ E / 42.3344480556°N,2.89804166667°E 138.6 msnm |           |                     | Modifica les dades a Wikidata |

## pont
| imatge | Nom                    | Ubicat a | instància de | Detalls                                                   | coordenades                                                         | Protecció                                  | Commons (més fotos) | Dades a WD                    |
| ------ | ---------------------- | -------- | ------------ | --------------------------------------------------------- | ------------------------------------------------------------------- | ------------------------------------------ | ------------------- | ----------------------------- |
|        | Pont de Boadella       | Biure    | pont         |                                                           | 42° 20′ 26″ N, 2° 52′ 47″ E / 42.3405660005641°N,2.87979298830886°E |                                            |                     | Modifica les dades a Wikidata |
|        | Pont medieval de Biure | Biure    | pont         | Estil: arquitectura popular                               | 42° 20′ 13″ N, 2° 53′ 53″ E / 42.337034°N,2.898063°E                | bé integrant del patrimoni cultural català |                     | Modifica les dades a Wikidata |
|        | pont a Campmany        | Biure    | pont         | Estil: arquitectura popular Travessa: Llobregat d'Empordà | 42° 21′ 13″ N, 2° 54′ 12″ E / 42.353745°N,2.903391°E                | bé integrant del patrimoni cultural català |                     | Modifica les dades a Wikidata |

## serra
| imatge | Nom                 | Ubicat a                      | instància de | Detalls | coordenades                                                         | Protecció | Commons (més fotos)    | Dades a WD                    |
| ------ | ------------------- | ----------------------------- | ------------ | ------- | ------------------------------------------------------------------- | --------- | ---------------------- | ----------------------------- |
|        | serra d'Arques      | Biure                         | serra        |         | 42° 20′ 10″ N, 2° 52′ 56″ E / 42.3361°N,2.88221°E 205 msnm          |           | Serra d'Arques (Biure) | Modifica les dades a Wikidata |
|        | serra de l'Hoste    | Biure Campmany                | serra        |         | 42° 20′ 39″ N, 2° 55′ 19″ E / 42.344072°N,2.921903°E                |           |                        | Modifica les dades a Wikidata |
|        | serra dels Tramonts | Biure Boadella i les Escaules | serra        |         | 42° 19′ 39″ N, 2° 53′ 31″ E / 42.32746667°N,2.89207778°E 202.6 msnm |           |                        | Modifica les dades a Wikidata |

## Misc
| imatge | Nom                        | Ubicat a | instància de                                                                   | Detalls                                                                                           | coordenades                                                             | Protecció                                            | Commons (més fotos)  | Dades a WD                    |
| ------ | -------------------------- | -------- | ------------------------------------------------------------------------------ | ------------------------------------------------------------------------------------------------- | ----------------------------------------------------------------------- | ---------------------------------------------------- | -------------------- | ----------------------------- |
|        | Biure                      | Biure    | entitat singular de població ens local històric de Catalunya capital municipal | 225 hab                                                                                           | 42° 20′ 16″ N, 2° 53′ 42″ E / 42.33764783°N,2.89499912°E 77 msnm        |                                                      |                      | Modifica les dades a Wikidata |
|        | Castell de Biure d'Empordà | Biure    | castell                                                                        | Estil: arquitectura popular                                                                       | 42° 20′ 23″ N, 2° 53′ 29″ E / 42.3396°N,2.8913°E                        | bé d'interès cultural bé cultural d'interès nacional |                      | Modifica les dades a Wikidata |
|        | Molí del Pont de Capmany   | Biure    | molí d'aigua                                                                   |                                                                                                   | 42° 21′ 15″ N, 2° 54′ 12″ E / 42.3541064900035°N,2.9033839116349°E      |                                                      |                      | Modifica les dades a Wikidata |
|        | Sant Esteve de Biure       | Biure    | església                                                                       | Estil: arquitectura barroca Anomenat per: Esteve màrtir                                           | 42° 20′ 17″ N, 2° 53′ 42″ E / 42.338°N,2.89503°E                        | bé cultural d'interès local                          | Sant Esteve de Biure | Modifica les dades a Wikidata |
|        | Viaducte del Ricardell     | Biure    | viaducte viaducte d'una línia ferroviària d'alta velocitat                     | Travessa: Ricardell Hi passa: LAV Perpinyà-Figueres Llarg: 570m Llum: 60m Anomenat per: Ricardell | 42° 20′ 02″ N, 2° 55′ 03″ E / 42.333911902077425°N,2.9175214051934977°E |                                                      |                      | Modifica les dades a Wikidata |
|        | casa consistorial de Biure | Biure    | casa consistorial                                                              |                                                                                                   | 42° 20′ 16″ N, 2° 53′ 44″ E / 42.3377363°N,2.8954555°E                  |                                                      |                      | Modifica les dades a Wikidata |